# At the Banquet Table
At the Banquet Table è un cortometraggio muto del 1915 diretto da George Lessey (con il nome George A. Lessey.

## Produzione
Il film fu prodotto dall'Independent Moving Pictures Co. of America (IMP).

## Distribuzione
Distribuito dall'Universal Film Manufacturing Company, il film uscì nelle sale cinematografiche USA il 30 aprile 1915.